# 簡賀宇
簡賀宇（2001年8月10日—），泰雅族人，臺灣男子籃球運動員，現效力於超級籃球聯賽台灣啤酒。從小由阿嬤拉拔長大，出身寒溪國小、壯圍國中以及高苑工商，2020年從國立政治大學轉學到世新大學，2022年曾有意投入選秀，2023年7月於大學畢業後在T1聯盟新人選秀會第一輪第四順位獲得臺北台新青睞。2023年8月2日，簡賀宇因4月份開車載人砸店遭警方逮捕移送宜蘭地檢署。8月3日，簡賀宇無保請回。8月4日，台新育樂股份有限公司表示與簡賀宇終止合作關係。

## 外部連結
- 簡賀宇在fiba.basketball（英语）
- 簡賀宇在Eurobasket.com（球員）（英语）
- 簡賀宇在RealGM（英语）
- 簡賀宇在Flashscore（英语）